# Rosir Calderón
Rosir Calderón Díaz (Havana, 28 de dezembro de 1984) é uma jogadora de voleibol cubana com cidadania Russa, que foi membro do seleção nacional que conquistou a medalha de bronze nas Olimpíadas de 2004. Em Novembro de 2014, ela recebeu a cidadania Russa.
Rosir é filha do ex-treinador de Cuba, Luis Felipe Calderón, e da ex-jogadora Erenia Díaz. Medindo 1,91m, a atacante tem um poder incrível de salto alcançando 3,30 m.

## Prêmios individuais
- Grand Prix de Voleibol de 2005: "Melhor Atacante"
- Superliga Russa de Voleibol Feminino de 2005/2006: "Maior Pontuadora"
- Qualificatórias Campeonato Mundial de Voleibol Feminino de 2006: "Most Valuable Player (MVP)"
- Qualificatórias Campeonato Mundial de Voleibol Feminino de 2006: "Melhor Atacante"
- Campeonato Mundial de Voleibol Feminino de 2006: "Melhor Atacante"
- Montreux Volley Masters de 2007: "Melhor Atacante"
- Jogos Olímpicos de 2008: "Melhor Atacante"
- Liga dos Campeões da Europa de Voleibol Feminino de 2012/2013: "Melhor Atacante"
- Torneio Top Volley de 2013: "Most Valuable Player (MVP)"
- V-League Japonesa de Voleibol Feminino de 2016/2017 - Divisão 2: "Maior Pontuadora"
- V-League Japonesa de Voleibol Feminino de 2016/2017 - Divisão 2: "Melhor Atacante"
- Supercopa Suíça de Voleibol Feminino de 2017: "Most Valuable Player (MVP)"
- Campeonato Suíço de Voleibol Feminino de 2017/2018: "Most Valuable Player (MVP)"